# Gustav Beyer (Pfarrer)
Louis Gustav Beyer (* 21. Oktober 1883 in Crimmitschau; † 5. Mai 1958) war ein deutscher evangelischer Pfarrer und Heimatforscher.

## Leben
Der Sohn des Crimmitschauer Fabrikbesitzers Paul Beyer studierte nach dem Besuch des Gymnasiums in Altenburg zunächst in Marburg und von 1904 bis 1906 an der Universität Leipzig. Nach einer vorübergehenden Tätigkeit als Lehrer in Stolberg und Dresden wurde er am 4. Juli 1909 ordiniert. Er absolvierte sein Vikariat in Bärenstein und trat noch 1909 seine erste Pfarrstelle in Oberwinkel an. 1916 wechselte er in derselben Funktion nach Beierfeld, wo er bis zu seiner Emeritierung 1956 amtierte.
Als Mitglied des deutschen evangelischen Instituts für Altertumswissenschaft des Heiligen Landes nahm er 1924 mit der finanziellen Unterstützung des Beierfelder Unternehmers Bruno Nier an einer mehrmonatigen Forschungsreise nach Palästina teil, deren Ergebnisse in verschiedenen Publikationen veröffentlicht wurden. Für seine Verdienste um die Palästina-Forschung ernannte ihn die Theologische Fakultät der Universität Leipzig 1933 ehrenhalber zum Lizentiaten der Theologie. Nach einer anfänglichen Annäherung an den NS-Staat – Beyer war von 1934 bis zu seiner ehrenvollen Entlassung 1937 Mitglied der SA – stand er später auf der Seite der Bekennenden Kirche. Im Jahr seines 40. Dienstjubiläums trat Beyer am 1. Juli 1956 im Alter von 72 Jahren in den Ruhestand. Nach seinem Tod am 5. Mai 1958 wurde er auf dem alten, neben der Peter-Pauls-Kirche gelegenen Beierfelder Friedhof begraben.
Beyer forschte intensiv zur Geschichte von Beierfeld. Dabei entstanden unter anderem eine 1923 publizierte Chronik der politischen und kirchlichen Gemeinde, eine im Pfarrarchiv Beierfeld verwahrte handschriftliche Kirchenbuchverkartung sowie eine 1939 publizierte Häuser- und Güterchronik. Von 1918 bis 1933 war er Herausgeber und Schriftleiter des Beierfelder Gemeindeblatts „Die Heimat“.

## Schriften
- Beierfeld, Geschichte seiner politischen, wirtschaftlichen und kulturellen Entwicklung (1923)
- Ernst Nier, Sein Leben und Wirken (1927)
- 400 Jahre Siedlungsgeschichte von Beierfeld (1939)